# Circonscription Woreda 3
La circonscription Woreda 3 est une des 23 circonscriptions législatives de la ville-région d'Addis-Abeba. Son représentant actuel est Shemeles Kemal Berhan.